# Segona Divisió 2013/14
Die Segona Divisió 2013/14 war die 15. Spielzeit der zweithöchsten Fußballliga in Andorra. Sie begann am 12. September 2013 und endete am 10. April 2014. Am Saisonende stieg der Tabellenerste auf und der Zweitplatzierte hatte noch die Chance über ein Relegationsspiel gegen den Siebten der Primera Divisió aufzusteigen.

## Reguläre Saison

### Tabelle
| Pl. | Verein                     | Sp. | S  | U | N  | Tore    | Diff. | Punkte |
| --- | -------------------------- | --- | -- | - | -- | ------- | ----- | ------ |
| 1.  | UE Engordany (A)           | 14  | 13 | 0 | 1  | 051:130 | +38   | 39     |
| 2.  | CE Jenlai                  | 14  | 11 | 0 | 3  | 064:340 | +30   | 33     |
| 3.  | UE Santa Coloma B          | 14  | 9  | 0 | 5  | 051:200 | +31   | 27     |
| 4.  | FC Rànger’s                | 14  | 9  | 0 | 5  | 050:240 | +26   | 27     |
| 5.  | FC Lusitanos B             | 14  | 8  | 3 | 3  | 030:220 | +8    | 27     |
| 6.  | UE Extremenya              | 14  | 8  | 0 | 6  | 045:230 | +22   | 24     |
| 7.  | FC Ordino B 1              | 14  | 8  | 3 | 3  | 033:210 | +12   | 24     |
| 8.  | FC Encamp B                | 14  | 7  | 2 | 5  | 033:210 | +12   | 23     |
| 9.  | FC Santa Coloma B          | 14  | 5  | 1 | 8  | 039:410 | −2    | 16     |
| 10. | FS La Massana              | 14  | 5  | 1 | 8  | 022:400 | −18   | 16     |
| 11. | UE Sant Julià B            | 14  | 5  | 0 | 9  | 016:350 | −19   | 15     |
| 12. | Atlètic Club d’Escaldes    | 14  | 3  | 1 | 10 | 025:480 | −23   | 10     |
| 13. | CE Principat B             | 14  | 2  | 3 | 9  | 013:500 | −37   | 09     |
| 14. | Penya Encarnada d’Andorra  | 14  | 1  | 1 | 12 | 013:740 | −61   | 04     |
| 15. | Casa Estrella de Benfica 2 | 14  | 3  | 1 | 10 | 022:410 | −19   | 01     |

| (A) | Absteiger der letzten Saison |

## Kreuztabelle
Die Kreuztabelle stellt die Ergebnisse aller Spiele dieser Vorrunde dar. Die Heimmannschaft ist in der ersten Spalte aufgelistet, die Gastmannschaft in der obersten Reihe. Die Ergebnisse sind immer aus Sicht der Heimmannschaft angegeben.
|                           | Atlètic Club d’Escaldes | Casa Estrella de Benfica | FC Encamp B | UE Engordany | UE Extremenya | CE Jenlai | FC Lusitanos B | FS La Massana | FC Ordino B | Penya Encarnada d’Andorra | CE Principat B | FC Rànger’s | FC Santa Coloma B |     | UE Sant Julià B |
| Atlètic Club d’Escaldes   |                         | 2:3                      | —           | —            | —             | —         | —              | —             | 1:3         | —                         | 1:1            | 2:4         | 5:7               | 4:3 | 0:2             |
| Casa Estrella de Benfica  | —                       |                          | —           | —            | 3:1           | —         | 1:1            | —             | 0:6         | 6:1                       | 0:2            | 0:3         | —                 | 0:3 | —               |
| FC Encamp B               | 0:1                     | 4:2                      |             | —            | —             | —         | —              | —             | 1:1         | —                         | —              | 0:2         | 2:0               | 2:5 | 3:0             |
| UE Engordany              | 5:0                     | 5:1                      | 3:1         |              | —             | —         | —              | 6:1           | —           | —                         | —              | —           | 4:1               | 1:0 | 5:1             |
| UE Extremenya             | 5:2                     | —                        | 4:1         | 1:3          |               | 3:5       | 1:2            | 7:0           | —           | 6:1                       | —              | —           | —                 | —   | —               |
| CE Jenlai                 | 6:1                     | 5:2                      | 0:2         | 2:6          | —             |           | —              | 1:6           | —           | —                         | —              | —           | 6:2               | —   | 3:0             |
| FC Lusitanos B            | 4:3                     | —                        | 2:2         | 0:1          | —             | 1:5       |                | 3:1           | —           | —                         | —              | —           | 2:1               | —   | 3:1             |
| FS La Massana             | 4:1                     | 2:1                      | 0:5         | —            | —             | —         | —              |               | —           | —                         | —              | 0:2         | 1:5               | 0:5 | 2:0             |
| FC Ordino B               | —                       | —                        | —           | 0:2          | 2:1           | 3:4       | 3:2            | 1:0           |             | 1:1                       | 3:0            | —           | —                 | —   | —               |
| Penya Encarnada d’Andorra | 1:2                     | —                        | 1:6         | 1:6          | —             | 1:14      | 0:4            | 2:4           | —           |                           | —              | —           | —                 | —   | 0:1             |
| CE Principat B            | —                       | —                        | 0:4         | 0:2          | 0:3           | 2:5       | 2:2            | 1:1           | —           | 4:2                       |                | —           | —                 | —   | —               |
| FC Rànger’s               | —                       | —                        | —           | 1:3          | 2:0           | 4:6       | 1:2            | —             | 2:3         | 8:0                       | 9:1            |             | —                 | —   | —               |
| FC Santa Coloma B         | —                       | 3:1                      | —           | —            | 1:3           | —         | —              | —             | 4:4         | 1:2                       | 8:0            | 3:6         |                   | 1:4 | —               |
| UE Santa Coloma B         | —                       | —                        | —           | —            | 1:4           | 1:2       | 0:2            | —             | 0:3         | 11:0                      | 6:0            | 4:2         | —                 |     | —               |
| UE Sant Julià B           | —                       | 3:2                      | —           | —            | 0:6           | —         | —              | —             | 3:0         | —                         | 4:0            | 0:4         | 1:2               | 0:5 |                 |

## Aufstiegsplayoff

### Abschlusstabelle
| Pl. | Verein           | Sp. | S | U | N | Tore    | Diff. | Punkte | Bonus | Gesamt |
| --- | ---------------- | --- | - | - | - | ------- | ----- | ------ | ----- | ------ |
| 1.  | UE Engordany (A) | 6   | 4 | 1 | 1 | 022:800 | +14   | 13     | 39    | 52     |
| 2.  | CE Jenlai        | 6   | 2 | 2 | 2 | 011:120 | −1    | 08     | 33    | 41     |
| 3.  | FC Rànger’s      | 6   | 2 | 1 | 3 | 011:160 | −5    | 07     | 27    | 34     |
| 4.  | UE Extremenya    | 6   | 1 | 2 | 3 | 008:160 | −8    | 05     | 24    | 29     |

| (A) | Absteiger der letzten Saison |

## Relegation
Der Siebtplatzierte der Primera Divisió bestritt im Anschluss an die reguläre Saison Relegationsspiele gegen den Zweitplatzierten der Segona Divisió.
|                                                     | Gesamt |                                        | Hinspiel | Rückspiel |
| --------------------------------------------------- | ------ | -------------------------------------- | -------- | --------- |
| Inter Club d’Escaldes (Siebter der Primera Divisió) | 6:1    | CE Jenlai (Zweiter der Segona Divisió) | 4:0      | 2:1       |